# Ipazio (console 500)
Flavio Ipazio (latino: Flavius Hypatius; V secolo – gennaio 532) è stato un politico e militare bizantino, usurpatore suo malgrado e per pochi giorni contro l'imperatore Giustiniano I.

## Biografia

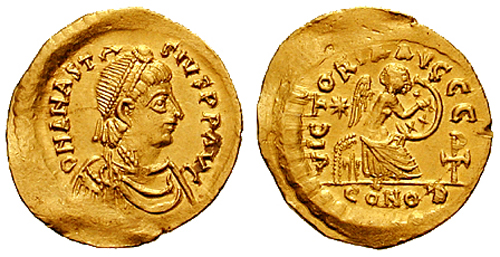
Moneta di Anastasio I, zio di Ipazio: sebbene fosse uno dei possibili successori dello zio, che non aveva figli, Ipazio non rientrò nei giochi politici che portarono all'elezione del nuovo imperatore, Giustino I, alla morte di Anastasio (518)

Ipazio era un aristocratico di discendenza imperiale, in quanto nipote dell'imperatore Anastasio I: suo padre era Flavio Secondino, console e praefectus urbi, sua madre Cesaria, sorella di Anastasio; sua moglie era imparentata con l'influente Anicia Giuliana, legata alla casata di Teodosio.
Fu per l'influenza dello zio, che non aveva figli e vedeva nei suoi nipoti dei possibili eredi, che Ipazio divenne console per l'anno 500. Nel 502 iniziò la guerra romano-sasanide del 502-506. Ipazio, che era tra i generali dell'esercito bizantino, partecipò al contrattacco del 503, che si risolse in una sconfitta: ritenuto responsabile della disfatta, venne richiamato. Ipazio rimase al fianco dello zio per il resto del suo regno: nel 515 lo aiutò durante la rivolta di Vitaliano, ma fu sconfitto anche questa volta, e Anastasio dovette pagare una forte somma per riscattarlo.
Quando Anastasio morì, nel 518, Ipazio era un candidato alla porpora, ma si trovava ad Antiochia, lontano da Costantinopoli, e non giocò alcun ruolo nella determinazione del successore. Il nuovo imperatore, Giustino I, lo trattò con benevolenza, e Ipazio, ottenuto il rango di magister militum per Orientem (il massimo grado militare), fece parte assieme a Rufino dell'ambasciata inviata da Giustino al re sasanide Cosroe I, il quale voleva che Giustino adottasse suo figlio: secondo le accuse di Rufino, Ipazio sabotò volontariamente la missione, e Giustino lo destituì temporaneamente.

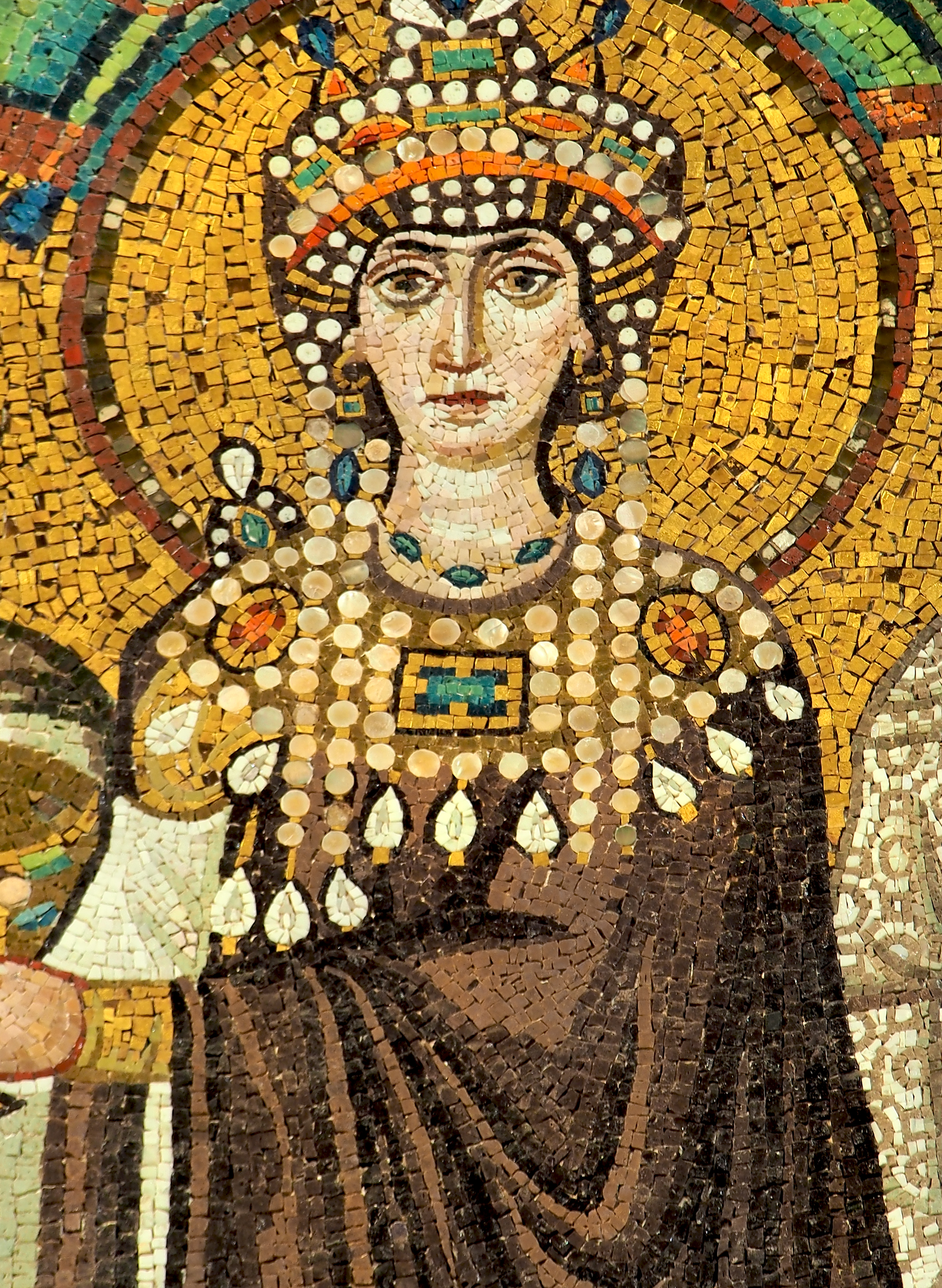
Fu Teodora a convincere Giustiniano I a far giustiziare Ipazio, proclamato imperatore dalla folla durante la Rivolta di Nika

In seguito a Giustino succedette il nipote, Giustiniano I, ma il favore imperiale verso Ipazio non cambiò. Tuttavia Ipazio, senatore e patricius, divenne il candidato ideale di quella fazione politica che si opponeva all'imperatore. Nel gennaio 532 Giustiniano dovette affrontare la rivolta di Nika, durante la quale la popolazione di Costantinopoli, ribellatasi contro l'imperatore, cercò un possibile successore: i nipoti di Anastasio (Ipazio, il fratello Pompeo e il cugino Probo) erano dei candidati naturali. Mentre Probo abbandonò la città, Ipazio e Pompeo si rinchiusero con Giustiniano e i senatori a palazzo, in quanto ritenevano che un eventuale usurpatore avrebbe avuto poche possibilità contro Giustiniano. Giustiniano, però, allontanò dal palazzo i senatori, incluso Ipazio, il quale fu preso dalla folla nella sua casa, trascinato all'Ippodromo di Costantinopoli e acclamato imperatore: riluttante, Ipazio acconsentì all'elezione. La rivolta fu spenta nel sangue e Ipazio venne catturato e portato da Giustiniano: l'imperatore aveva intenzione di risparmiargli la vita, ma l'imperatrice Teodora lo convinse a mettere a morte l'involontario usurpatore. Il cadavere di Ipazio venne gettato in mare.